# Pulí (ort)
Pulí är en ort i Colombia.   Den ligger i departementet Cundinamarca, i den centrala delen av landet, 70 km väster om huvudstaden Bogotá. Pulí ligger 1 287 meter över havet och antalet invånare är 596.
Terrängen runt Pulí är kuperad åt sydost, men åt nordväst är den bergig. Pulí ligger uppe på en höjd som går i nord-sydlig riktning. Runt Pulí är det ganska glesbefolkat, med 23 invånare per kvadratkilometer. Närmaste större samhälle är Ambalema, 12,6 km norr om Pulí. I omgivningarna runt Pulí växer huvudsakligen savannskog.